# 吉川哲夫
吉川 哲夫（よしかわ てつお、1946年 - ）は、日本のフラメンコギタリスト。

## 来歴
京都に生まれる。1966年に渡西。日本人としてはじめて現地でスペイン人グループの正式メンバーになる。スペイン留学時にフラメンコダンサー小島章司と同じアパートに住みながらフラメンコを学んだ。
帰国後、大阪のタブラオ「マドリッド」の専属ギタリストを経て小松原庸子舞踊団の第一回全国ツアーに参加するなど多くのステージで伴奏する。
1985年、大阪・天王寺で有限会社スペイン企画・スタジオ「アルマ・デ・フラメンコ」を創業する。自身の人脈を生かし、スペイン人講師によるフラメンコ教室を開いた。過去の講師には、ベレン・マージャやホセ・バリオス、マルタ・デ・トロジャなど後に本国で成功を収めたアーティストもいる。スタジオ出身の主なアーティストには岡村リナ・柳光みゆき、森脇淳子、笠松明美、津川英子、末松三和、森里子、岡田麻里、福島陽子らがいる。
フラメンコのイベントプロデューサーとしては東大寺「音舞台」へのベレン・マージャ招聘、ホセ・バリオス振付の「カフェ・デル・ガト」のプロデュース協力などを手がける。志摩スペイン村フラメンコショーのプロデュースもおこなっている。